# Allenbybrug

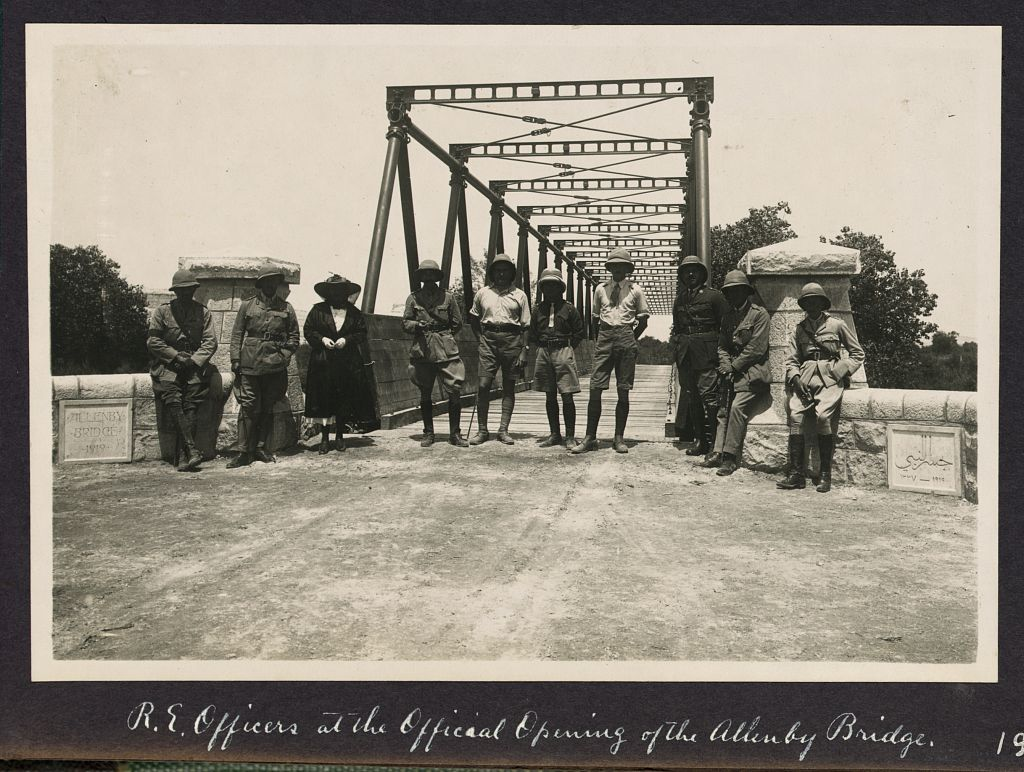
Foto van de opening in 1918

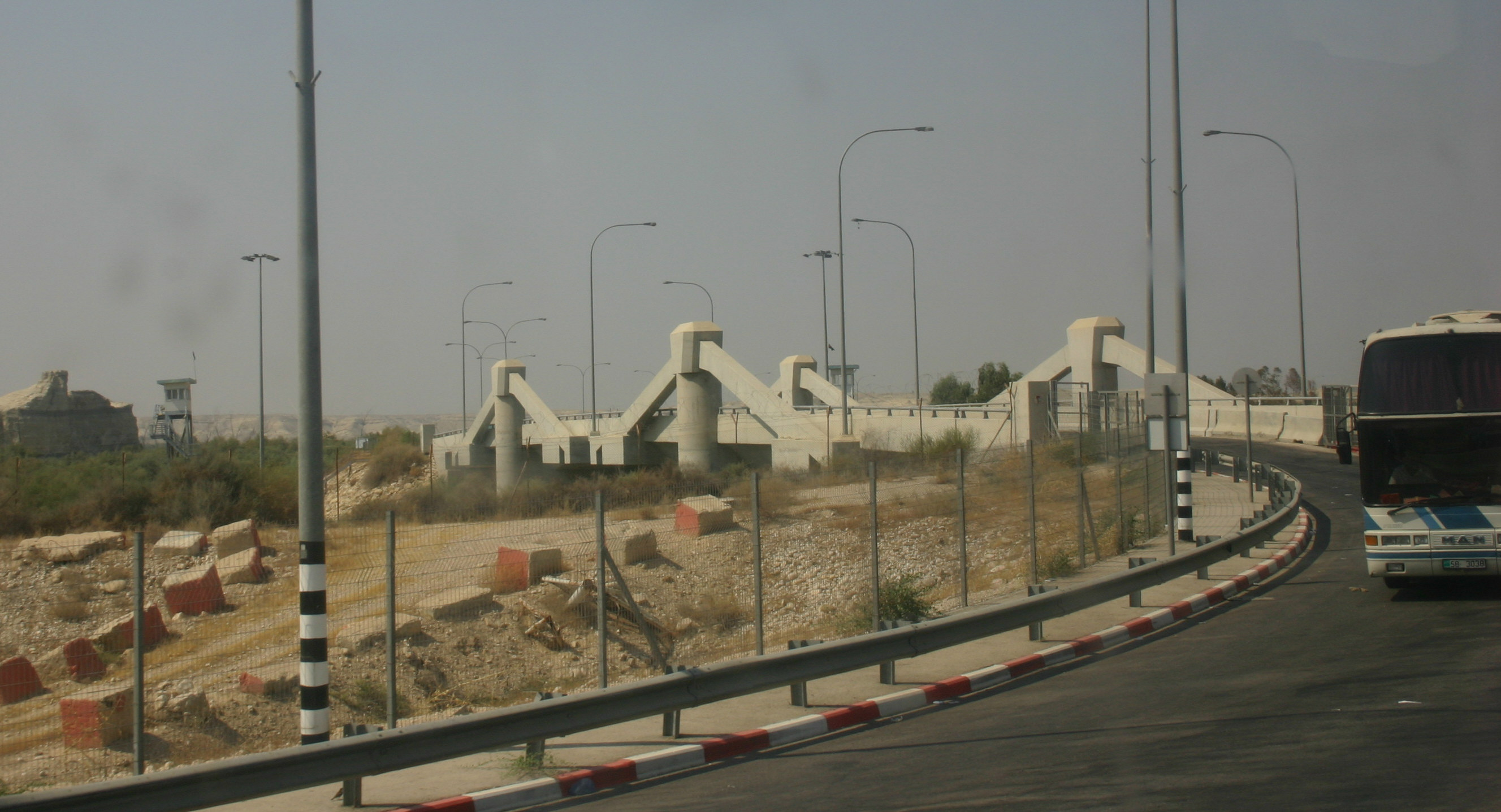
De huidige brug in 2008 (gezien vanaf de Jordaanse kant)

De Allenbybrug (Hebreeuws: גשר אלנבי - Gesher Allenby) of Koning Hoesseinbrug (Arabisch: جسرالملك حسين - Jisr al-Malek Hussein) is een brug over de rivier de Jordaan en verbindt Jericho op de Westelijke Jordaanoever met Jordanië. De Allenbybrug is de enige grensovergang tussen de Westelijke Jordaanoever en Jordanië.
De eerste Allenbybrug werd in 1918 in opdracht van de Britse generaal Edmund Allenby gebouwd op de resten van een oude Ottomaanse brug. Deze brug werd in de nacht van 16 juni 1946 door de ondergrondse Joodse paramilitaire beweging Palmach opgeblazen. Tijdens de Zesdaagse Oorlog werd de brug wederom verwoest. In 1968 werd de brug provisorisch hersteld. Aan het begin van de 21e eeuw werd een nieuwe betonnen brug geopend, met vier rijstroken.
De Allenbybrug is alleen toegankelijk voor Palestijnen en andere nationaliteiten, israeli’s mogen de overgang niet gebruiken. Voor de Palestijnen is het de enige mogelijkheid om vanuit de Westelijke Jordaanoever naar andere landen te reizen. Israëli's kunnen gebruikmaken van de grensovergangen bij Eilat en Bet Shean en de Israëlische luchthavens.
Het complete goederentransport tussen Jordanië en de Westelijke Jordaanoever loopt via deze brug. Uit veiligheidsoverwegingen worden eigen vrachtwagens gebruikt voor het transport tussen Jericho en de goederenterminal aan de Jordaanse kant van de grens. De grenscontroles aan de kant van de Westelijke Jordaanoever worden zowel door de Palestijnse Autoriteit als door Israël uitgevoerd.